# Mensur

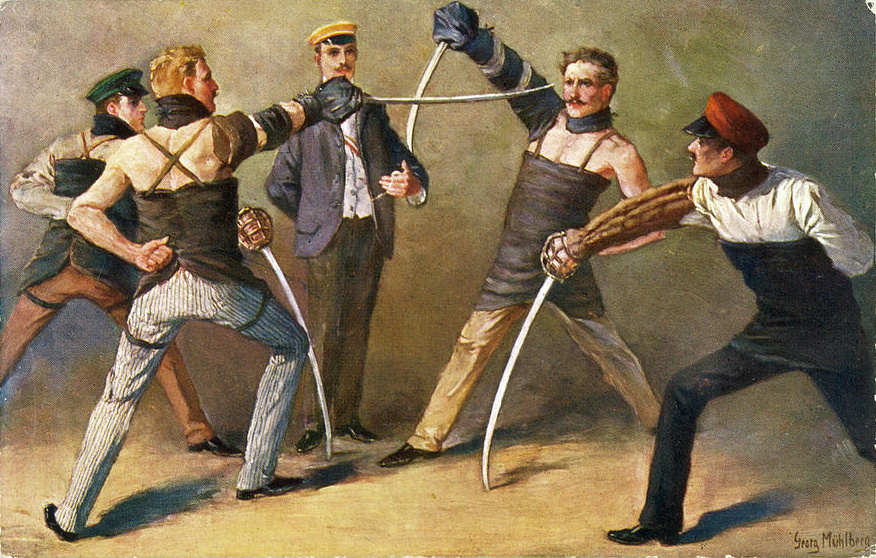
Mensur tra studenti tedeschi (Georg Mühlberg, 1900)

La Mensur (dal latino mensura = misura) è un combattimento rituale tradizionale, chiamato anche "duello studentesco" o "duello accademico", che viene praticato ancora oggi da alcune confraternite studentesche della Germania, dell'Austria e della Svizzera, e in minor misura anche in Kosovo, Estonia, Lituania e Fiandre.
La particolarità del combattimento consiste non tanto nel voler ferire o sconfiggere l'avversario, quanto piuttosto nel dimostrare il proprio coraggio nell'affrontare il pericolo e le ferite senza retrocedere o mostrare timore: per questo le cicatrici che il combattimento poteva lasciare sul volto erano considerate motivo di orgoglio ed esibite come segni di distinzione.

## Storia

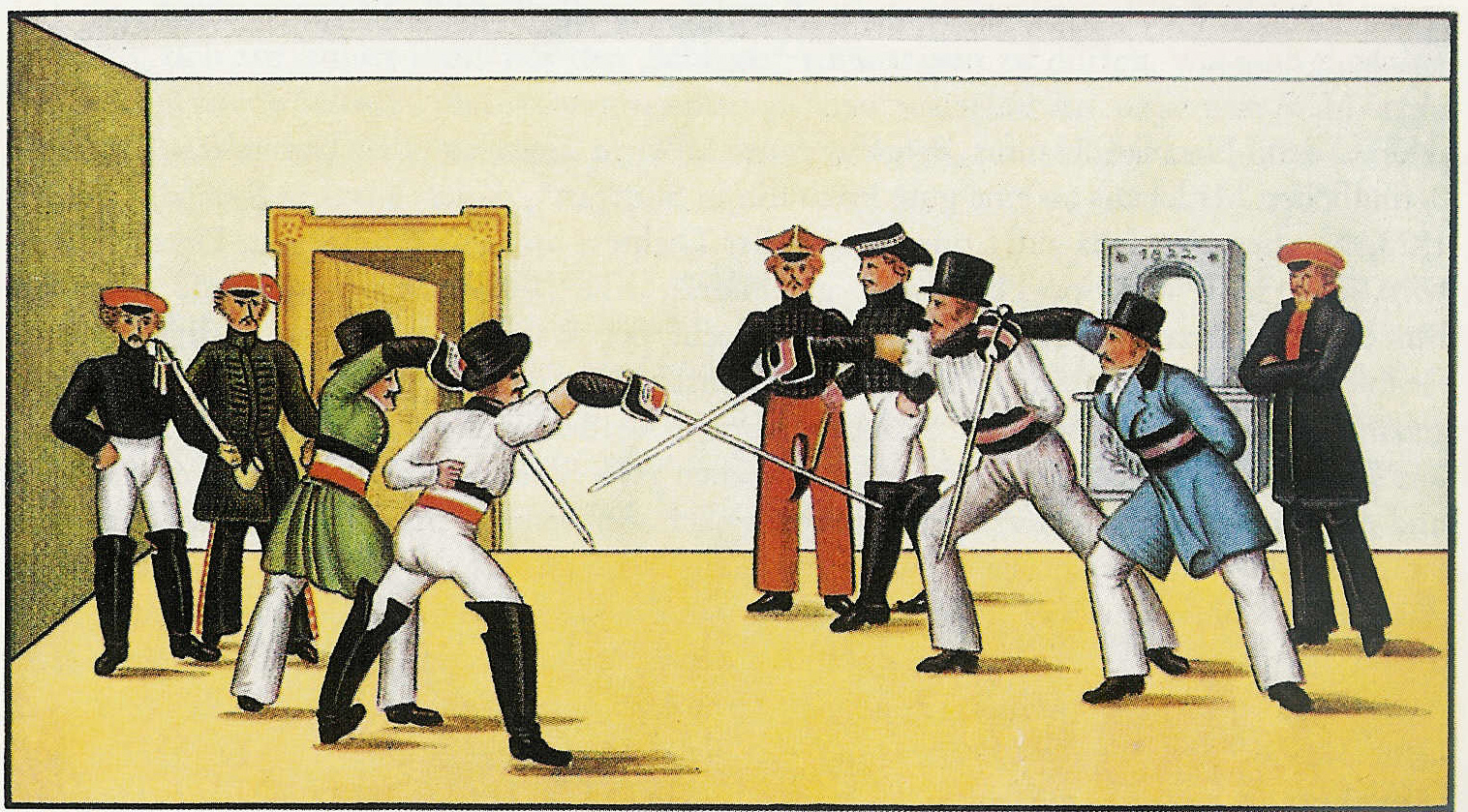
Un Mensur presso Tubinga in Germania (1822)

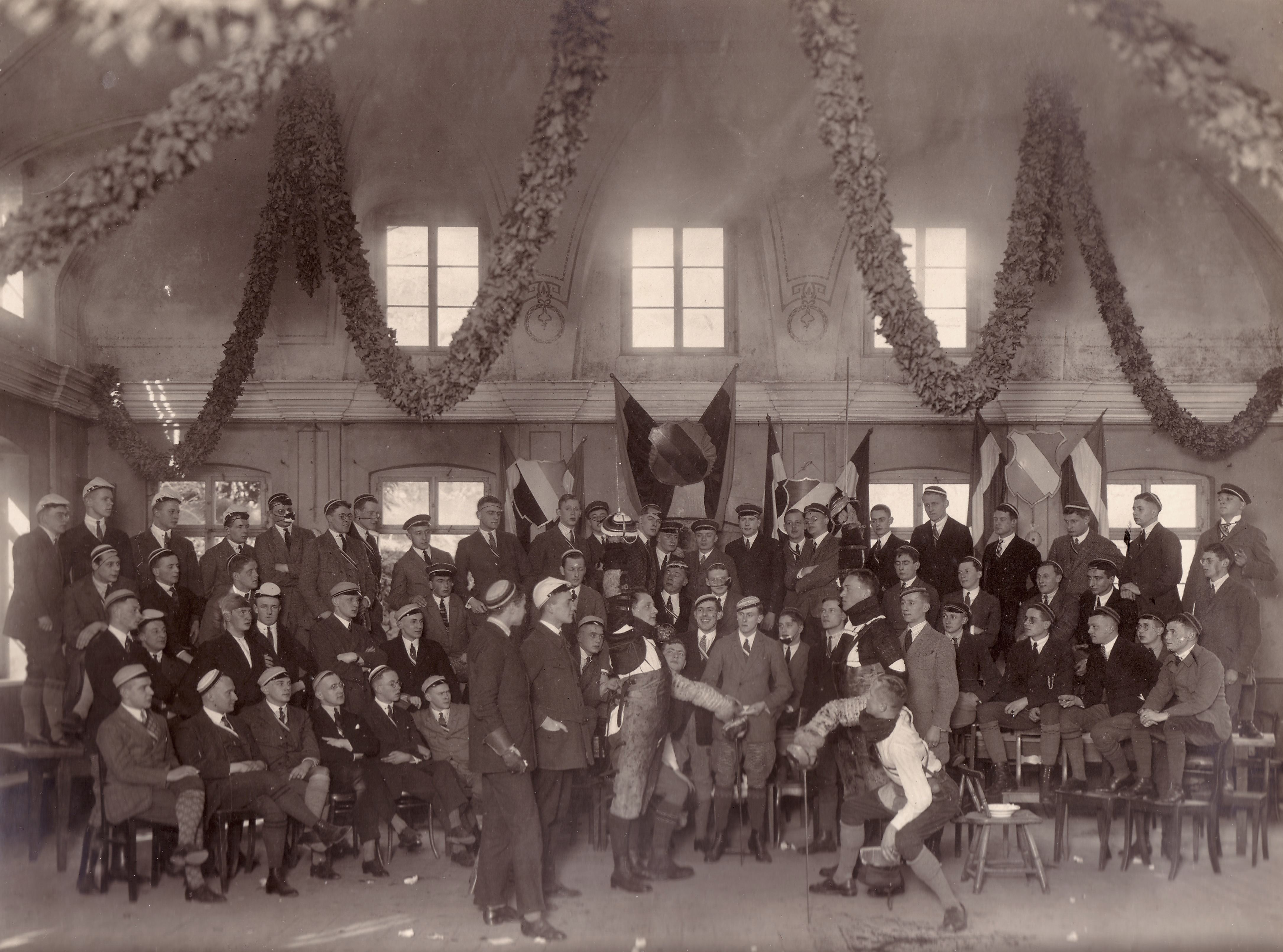
Mensur a Heidelberg intorno al 1925

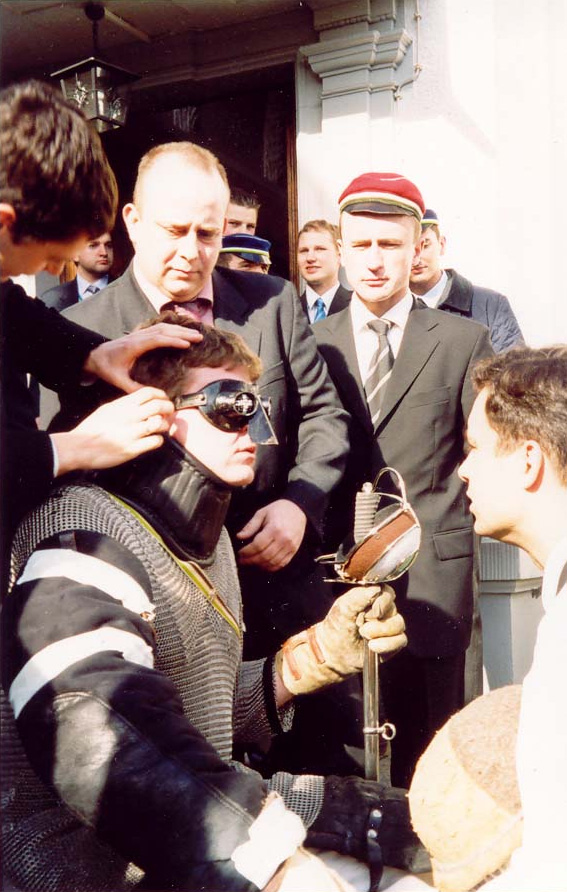
Preparativi per un membro di una confraternita polacca (Korporacja Akademicka Sarmatia) contro una tedesca (Friburgo in Brisgovia, 2004)

Come fenomeno spontaneo il duello studentesco ha origini antiche, le cui radici affondano nel mondo universitario medievale.
Il duello conobbe una regolamentazione a partire dal XVII secolo, epoca in cui si affermò in lingua tedesca il termine tecnico Mensur, fino a raggiungere l'apice di diffusione all'inizio del XX secolo. La pratica della Mensur avviene soprattutto all'interno di circoli studenteschi (Corps, Burschenschaft, Landsmannschaft, Turnerschaft) delle nationes e delle università tedesche.
Agli inizi del Novecento la pratica tradizionale subì l'opposizione del più generale movimento antiduellistico, la cui prima assemblea in Germania si tenne a Lipsia nel 1902. Il movimento, cresciuto a 20 comitati locali nel 1907 e tremila soci, oltre a ridurre il numero di duelli in generale, costituì anche l'associazione accademica Freie Studentenschaft che si opponeva alla pratica della Mensur.
Un noto personaggio storico del Novecento che possedeva una cicatrice sul volto, inflittagli da un rivale in un duello di Mensur, era Heinrich Himmler, il quale il 17 giugno 1922, sei settimane prima di laurearsi, ebbe il suo primo duello; altro personaggio noto del Novecento che per lo stesso motivo possedeva una vistosa cicatrice sul volto era il tenente colonnello Otto Skorzeny, ufficiale austriaco delle SS.
Nei primi capitoli della sua autobiografia "Comandante ad Auschwitz" Rudolf Höss narra dettagliatamente della pratica del mensur e del significato sociale delle cicatrici sul volto.
Anche il  militare, criminale di guerra e poliziotto tedesco Herbert Kappler aveva la cicatrice sul volto causa della pratica tradizionale della "Mensur".

## Rituale
I due contendenti si posizionano uno di fronte all'altro tenendo alta una spada, che a turno viene calata contro l'avversario. Ciascuno degli sfidanti indossa protezioni abbastanza pesanti da scongiurare ferite mortali ma non tali da evitare cicatrici.
Spesso capitava che i contendenti venissero feriti alla guancia sinistra o sulla testa; le cicatrici erano considerate motivo di orgoglio, tanto che a volte il perdente ferito era considerato con più rispetto del vincitore, e le ferite ricevute esibite con orgoglio. Nella società tedesca una cicatrice sul volto evidenziava l'appartenenza ad un certo tipo di censo e di ceto sociale.

## Etimologia
La parola deriva dal latino mensura che vuol dire misura. Infatti, a differenza di altri tipi di duello, i contendenti devono rimanere ad una precisa distanza, evitando di spostarsi per schivare il colpo dell'avversario. Nelle università germaniche era molto diffuso il duello con la spada, da praticarsi rigorosamente alla distanza (misura) stabilita. Cosicché, nel medioevo, la cicatrice sulla guancia del duellante era diventata segno di appartenenza al ceto dei "clerici", cioè degli studenti e, in senso lato, degli intellettuali.